# Георгий Васильевич (предполагаемый сын Василия III)
Георгий Васильевич (вероятно, 15 апреля 1526 — вероятно скончался с апреля 1557 до 15 апреля 1558) — согласно одной из недоказуемых версий, выдвинутых в XX веке, предполагаемый сын великого князя Московского Василия Третьего и его первой жены Соломонии Сабуровой.

## Легенда
Согласно сплетням, переданным иностранцами (записки Гербершетейна, Гейденсталя), Соломония, сосланная в монастырь за бездетность ради того, чтобы Василий III мог жениться снова, была беременна во время пострижения в Рождественском монастыре на Рву, а затем родила мальчика — уже в Суздальском Покровском монастыре.

Во время нашего тогдашнего пребывания в Московии некоторые клятвенно утверждали, что Саломея родила сына по имени Георгий, но никому не желала показать ребёнка. Мало того, когда к ней были присланы некие лица для расследования истины, она, говорят, ответила им, что они недостойны видеть ребёнка, а когда он облечется в величие своё, то отомстит за обиду матери. Некоторые же упорно отрицали, что она родила. Итак, молва гласит об этом происшествии двояко.
— Герберштейн «Записки о Московии»
Согласно устным легендам, записанным в XIX веке в Покровском монастыре, ребёнка, названного Георгием, она отдала в надёжные руки, а сама объявила, что новорождённый скончался. Судя по всему, этой историей очень интересовался Иоанн Грозный (ведь сын Соломонии оказался бы его старшим братом и более законным наследником): царь потребовал все архивы, касавшиеся дела Соломонии.
По народной легенде, выросший сын Соломонии стал знаменитым разбойником Кудеяром, о котором сложена некрасовская «Песня о двенадцати разбойниках».

## Захоронение
При реконструкции монастыря в 1934 году было обнаружено тайное захоронение, в котором оказалась тряпичная кукла, одетая в расшитые жемчугом распашонки. Отреставрированная рубашечка находится в исторической экспозиции суздальского музея, рядом с ней — крышка от той гробницы. Учеными, тем не менее, считается, что на самом деле в этой могиле погребена царевна Анастасия Васильевна (1610), дочь Василия Шуйского, оказавшаяся в этом монастыре вместе с сосланной матерью царицей Марией.

## Доводы «за»
Косвенным подтверждением существования младенца служит факт возведения Василием в 1527 году обетной церкви Георгия Победоносца у Фроловских (Покровских) ворот в Москве. Ни один из исторических документов не называет причину возведения этой церкви. Если верна версия о связи между рождением младенца и возведением церкви, то следует датировать рождение Георгия 15 апреля 1526 года (поскольку имя царским наследникам в то время давали в честь святого, день которого празднуется на восьмые сутки после рождения наследника).
Другой интересный документ — вкладная книга ростовского Борисоглебского монастыря, в которой имеется следующая запись: «По князе Юрье Васильевиче память априля в 22 день панахида пети иобедни служити собором, докуды и монастырь стоит» (то есть поминание в канун дня Георгия Победоносца). У Василия Третьего был и другой сын по имени Юрий, однако родился он 30 октября 1533 года, крещён 3 ноября того же года, а умер 24 ноября 1563 года — то есть никак не подходит под эту запись.